# Z Vrchovišť
Rod z Vrchovišť byla erbovní měšťanská rodina, působící v době pohusitské a jagellonské v Kutné Hoře. Zbohatli podnikáním se stříbrnou rudou a někteří z nich patřili k význačným donátorům umění.

## Historie rodu
Původ rodiny je nejasný, starší literatura přídomek odvozuje z dnes již zaniklé obce Vrchoviště u Holetic, ale může jít též o zaniklé tvrziště Vrchoviště poblíž Žirovnice. První známý předek je Jan Knoch (+1420). Jeho syn Duchek je doložen v Kutné Hoře v roce 1427. S manželkou Margaretou měli čtyři syny: Václava (Vencelíka), Michala, Jana Knocha (II.) a Vavřince (Vávru). Bratři byli úspěšnými obchodníky se stříbrnou rudou (erckaféry). Stali se erbovními měšťany a založili rodové linie Vencelíků z Vrchovišť, Knochů z Vrchovišť a Libenických z Vrchovišť. V Kutné Hoře podnikal také Jan Smíšek z Vrchovišť, jehož vztah k této rodině není jasný. Tito i další příslušníci rodu bývali členy městské rady nebo působili jako mincovní úředníci. Michal z Vrchovišť a Jan Smíšek zastávali funkci šepmistra (konšela) dokonce několikrát. Úředníky kutnohorské mincovny byli Konrád Švajkar z Vrchoviště (1483–1495) a Simeon Semeneka z Vrchovišť (1472–1482).

Smíškové z Vrchovišť vymřeli synem Jana Smíška Kryštofem již roku 1524. V roce 1599 vymírá po meči i větev Libenických, což byli potomci Michala z Vrchovišť, kteří zakoupili nedaleké Libenice. Václav z Vrchovišť si pořídil zchátralou tvrz v Nové Včelnici a hrad v Žirovnici, které přestavěl. Zámek v Žirovnici nechal vyzdobit freskami a zřídil zde i rodovou kapli, kde jsou Vencelíkové pohřbeni. Vencelíkové vlastnili také Stráž nad Nežárkou, Třešť a později Kamenici. Příslušníci této větve vymřeli po meči v roce 1680.

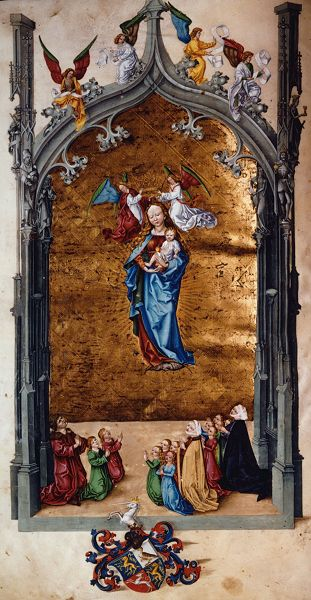
Smíškovský graduál s Pannou Marií a rodinou Michala Smíška z Vrchovišť

## Donátoři umění
Někteří příslušníci rodu byli také humanisty a štědrými donátory výtvarného umění, prvními renesančními velmoži z této společenské vrstvy. Pro svou reprezentaci vybudovali v Kutné Hoře tři stavby.
Jan Smíšek dal v Kutné Hoře přestavět svůj dům zvaný Hrádek v přepychový šlechtický palác a skupoval také další domy. V hornické osadě jižně od Kutné Hory financoval se svým synem zásadní přestavbu trojlodního kostela Nejsvětější Trojice, který ustanovili za rodinné pohřebiště.
Michal z Vrchovišť koupil Samsonovský dům a stál od roku 1481 v čele stavby chrámu sv. Barbory jako její ředitel (director fabricae). Kromě příspěvků na stavbu chrámu Michal roku 1485 zakoupil třetí kapli na jižní straně chóru a do roku 1492 ji dal vyzdobit jako rodinnou kapli velkolepými nástěnnými malbami. Na jižní stěně je pravděpodobně vyobrazen se synem Jindřichem pod rodovým erbem, jímž modrý štít se zlatým jednorožcem ve skoku, a v klenotu helm s polovinou jednorožce. Západní stěnu dal pokrýt malbami starozákonních proroctví ve dvou patrech: Tiburská Sibyla ukazuje císaři Augustovi zjevení Panny Marie, Královna ze Sáby kráčí potokem Cedron, na břevnu jehož lávky bude ukřižován Kristus. Pro chórový zpěv chrámu sv. Barbory vznikl bohatě iluminovaný rukopis graduálu, nesprávně nazývaný Smíškovský.

## Erb
Páni z Vrchovišť měli ve znaku bájného jednorožce. Michal měl zlatého jednorožce v modrém poli, v klenotu helm s polovinou zlatého jednorožce a modrá přikryvadla, jak je vyobrazeno ve Smíškovské kapli chrámu sv. Barbory v Kutné Hoře. Všechny tři bratry roku 1492 císař Fridrich III. povýšil do stavu říšských pánů a polepšil jim erb, dále roku 1522 rozdělený na čtvrtiny. V první a třetí byl jednorožec ve skoku doprava, v druhém stříbrném poli jestřáb kráčející doprava, ve čtvrtém poli červené barvy bílý chrt s červeným obojkem ve skoku doprava. Tato verze erbu se dochovala vytesána na svorníku jejich domu Hrádku v Kutné Hoře.